# Palazzo Ducale (Pavullo nel Frignano)
Il Palazzo Ducale di Pavullo nel Frignano risale alla prima metà del XIX secolo. Situato a pochissima distanza dal centro di Pavullo, in passato era dimora estiva della Casa d'Austria-Este.

## Storia
Commissionato nel 1830 dal duca Francesco IV, il Palazzo fu edificato nella località di montagna più semplice da raggiungere partendo da Modena. 
L’edificio fu utilizzato per qualche decennio, poco prima dell’Unità d’Italia, come residenza estiva.

## Utilizzo
Attualmente il palazzo, di proprietà pubblica, è sede di uffici del comune di Pavullo nel Frignano, della biblioteca comunale ed è utilizzato come sede espositiva di mostre temporanee.